# Хуан Себастиан де Елкано
Хуан Себастиан де Елкано (на испански: Juan Sebastián del Cano (Elcano)) е испански мореплавател и пътешественик-изследовател.

## Ранни години (1486 – 1519)
Роден е през 1476 година в малкото рибарско градче Хетария (Гетария) на брега на Бискайския залив, провинция Гипускоа, Кралство Кастилия (днес Испания).
През младежките си години е наемник и воюва в Италия. След като събира малко пари се установява в Севиля, става капитан на търговски кораб, но се разорява и при угрозата от затвор се записва в експедицията на Фернандо Магелан.

## Експедиционна дейност (1519 – 1526)

### Участие в експедицията на Фернандо Магелан (1519 – 1522)
На 10 август 1519 г., флотилия от 5 кораба и екипаж от 265 души, под командването на Фернандо Магелан, отплава от Севиля в първото по рода си околосветско плаване, откривайки път между Атлантическия и Тихия океан - Магелановия проток.
В началото на ноември 1521 г., след смъртта на Магелан, който загива в битка с туземци от Филипинските острови, само 2 от корабите на експедицията достигат до Молукските о-ви (търговската и стратегическа цел на плаването), от които единия - „Тринидад“ - се нуждае от сериозен ремонт. След като се съветват капитаните на двата кораба решават да се разделят. „Тринидад“, с капитан Гонсало Гомес де Еспиноса, решават да се върне в Мексико през Тихия океан, а другият кораб „Виктория“, с капитан Елкано, след като натоварва в трюмовете си голямо количество подправки, поема курс към Испания покрай нос Добра Надежда. На 21 декември 1521 г., с екипаж от 60 души, в т. ч. 13 малайци, „Виктория“ поема към родината. В края на януари 1522 г. лоцманът-малаец довежда кораба до остров Тимор, а на 13 февруари испанците го напускат и поемат към нос Добра Надежда. 
Поради опасения от среща с португалски кораби Елкано избягва техните традиционни маршрути и на 18 март 1522 г., на 37°50′ ю. ш. 77°33′ и. д., в Индийския океан открива остров Амстердам. Още в началото на пътуването обаче става ясно, че натовареното на кораба месо (което представлява съществена част от предвидените за пътуването провизии), поради недостатъчното му осоляване, започва да се разваля и това принуждава екипажа да го изхвърли зад борда. Когато на 20 май 1521 г. „Виктория“ заобикаля нос Добра Надежда, с което завършва прехода през Индийския океан, екипажът вече е намалял до 35 души, в т.ч. четирима малайци. На островите Зелени Нос, принадлежащи на Португалия, испанците спират за да попълнят запасите си от прясна вода и продоволствия. Дванадесетте моряци и 1 малаец, които слизат на брега, са арестувани от португалците, а „Виктория“ вдига платна и продължава за родината.
На 6 септември 1522 г., след като загубва още 1 човек, Елкано с остатъка от екипажа си (18 души), заедно с „Виктория“, последният кораб от флотилията на Магелан, пристигат в Испания, завършвайки след 1081 дни пътуване, първото в света околосветско плаване. Крал Карлос I (Карл V) присвоява на Елкано личен герб, на който бива изобразено земното кълбо с девиз на латински: Primus circumdedisti me („Ти първи ме обиколи“) и му назначава ежегодна пенсия.
Междувременно в средата на май 1522 г. на Молукските о-ви пристига португалска военна ескадра начело с Антонио Бриту, със задача да завладее архипелага и да не допуска нарушаването на португалския монопол в снабдяването на Европа с ценни подправки. За тази цел Бриту построява на остров Тернате португалски форт. След като в края на октомври Бриту получава известие, че около островите се намира европейски кораб, той веднага изпраща 3 кораба, които завладяват „Тринидад“ и пленяват 22-мата останали живи испанци. След 4-годишно пребиваване в португалски затвор, в Испания се завръщат само четирима от екипажа на „Тринидад“, в т.ч. и Гонсало Еспиноса.

### Участие в експедицията на Гарсия де Лоайса (1525 – 1526)
През 1525 г. Елкано участва като капитан на 1 от корабите в експедицията на Гарсия Хофре де Лоайса, която се отправя по пътя на Фернандо Магелан към Молукските о-ви. Плаването се оказва много тежко и смъртността на корабите е много висока. На 30 юли 1526 умира адмирал Лоайса. Елкано, като негов заместник, става командващ на експедицията, но вече е сериозно болен и на 4 август 1526 година умира в Тихия океан.